# 14995 Архітас
14995 Архітас (1997 VY1, 1991 RR8, 14995 Archytas) — астероїд головного поясу, відкритий 5 листопада 1997 року.
Тіссеранів параметр щодо Юпітера — 3,222.